# Художествено ателие
Художествено ателие (на френски: atelier) или просто ателие за кратко е работната стая, един вид работилницата на художник, фотограф или скулптор. Съществува и така нареченото модно ателие, където се изработват дрехи, обикновено от известен моден дизайнер.
Едно художествено ателие разполага с платна, стативи, четки, бои, глина и други необходими материали за създаване на произведение на изкуството. Може да има и място, където да позират хора. Обикновено е добре осветено, излагането на слънчева светлина е от особено важно значение.